# Discostroma corticola
Discostroma corticola (Fuckel) Brockmann – gatunek grzybów mikroskopijnych.

## Systematyka i nazewnictwo
Pozycja w klasyfikacji według Index Fungorum: Discostroma, Sporocadaceae, Amphisphaeriales, Xylariomycetidae, Sordariomycetes, Pezizomycotina, Ascomycota, Fungi.
Po raz pierwszy gatunek ten opisał w 1870 r. Karl Wilhelm Gottlieb Leopold Fuckel, nadając mu nazwę Sphaeria corticola. Obecną, uznaną przez Index Fungorum nazwę nadała mu Ingrid Brockmann w 1876 r.
Ma 21 synonimów. Niektóre z nich:
- Ascospora rubi (Westend. ex Sacc.) Zeller 1927
- Clethridium corticola (Fuckel) Shoemaker & E. Müll. 1964
- Seimatosporium lichenicola (Corda) Shoemaker & E. Müll. 1964
- Sporocadus lichenicola Corda 1839[2].

## Morfologia
Anamorfa
Konidiofory z przegrodami, rozgałęzione, bezbarwne, gładkie, pokryte śluzem. Komórki konidiotwórcze pojedyncze lub zintegrowane, butelkowate lub ampułkowate, czasami cylindryczne lub prawie cylindryczne, 6–20 × 1,5–4,5 μm, bezbarwne, gładkie, z maksymalnie trzema annelacjami. Konidia przeważnie jajowate lub cylindryczne z zaokrąglonymi końcami, proste, bladobrązowe, przeważnie z 3-4-przegrodami, czasami 5-przegrodowe, końcowe przegrody połączone z komórką podstawną, cieńsze niż inne przegrody. Ściana gładka i lekko zwężona przy przegrodzie, 18–25 × 5,5–8 μm, bez przyczepek. Komórka u podstawy zarodnika z wąską, okrągłą podstawą lub czasem z wąską, ściętą podstawą, szklista do bladobrązowej.

## Siedlisko i występowanie
Występuje na wielu wyspach i na wszystkich kontynentach poza Antarktydą i Australią. Grzyb saprotroficzny i pasożytniczy. W Polsce notowany był na liściach wierzby (Salix). Jego anamorfa, opisywana jako Sporocadus lichenicola, wywołuje grzybowe choroby roślin u borówki wysokiej (Vaccinium corymbosum), maliny i jeżyny. U borówki wysokiej powoduje rozległe raki łodyg, które mogą opasywać i zabijać zainfekowane gałązki. Teleomorfa jako saprotrof żyje na liściach, powodując na nich plamistość liści.